# Miranda Rae Mayo
Miranda Rae Mayo (Fresno, 14 augustus 1990) is een Amerikaanse actrice.

## Biografie
Mayo werd geboren in Fresno en begon al op jeugdige leeftijd met acteren in het plaatselijke theater. Na het behalen van haar diploma op de high school verhuisde zij naar Los Angeles voor haar acteercarrière. 
Mayo begon in 2011 met acteren in de televisieserie Law & Order: Los Angeles, waarna zij nog meerdere rollen speelde in televisieseries en films. Zij is onder andere bekend van haar rol als Stella Kidd in de televisieserie Chicago Fire, waar zij al in vele afleveringen speelde (2016-heden).

## Filmografie

### Films
- 2015 The Girl in the Photographs - als Rose
- 2015 We Are Your Friends - als Courtney

### Televisieseries
Uitgezonderd eenmalige gastrollen.
- 2016-heden Chicago Fire - als Stella Kidd - 146+ afl.
- 2015 Blood & Oil - als Lacey Briggs - 9 afl.
- 2015 True Detective - als Vera Machiado - 2 afl.
- 2013-2015 Days of our Lives - als Zoe Browning - 15 afl.
- 2015 Stuck! - als Brooke - 9 afl.
- 2015 Pretty Little Liars - als Talia Sandoval - 7 afl.
- 2013 The Game - als Patreece Sheibani - 5 afl.

- Library of Congress Control Number: no2018017190
- Virtual International Authority File: 9151963633000311721
- WorldCat: E39PBJpV88fgKQHcK3tJrq7j4q